# شهر فرنگ از همه رنگ
شهر فرنگ، از همه رنگ: مجموعهٔ چند قطعهٔ طنز سیاسی و اجتماعی کتاب طنزی‌ست اثر ایرج پزشک‌زاد حاوی قطعات طنز وی که پیشتر در فاصلهٔ آذر ۱۳۶۹ تا اسفند ۱۳۷۱ در مجلهٔ علم و جامعهٔ آمریکا چاپ شده.

## فهرست
- در جزیرهٔ کیش به حجرهٔ خویش؛ (نوشته‌شده در مرداد ۱۳۷۰)
- مبارز نستوه؛ (نوشته‌شده در بهمن ۱۳۷۰)
- اگر کودتا نداشتیم!؛ (نوشته‌شده در اردی‌بهشت ۱۳۷۰)
- خاطرات سیاسی دکتر بزرگمهر بختگان؛ (نوشته‌شده در دی ۱۳۷۰)
- دو گزارش به‌کلی سری؛ (نوشته‌شده در آذر ۱۳۶۹)
- دستمال حریر؛ (نوشته‌شده در مهر ۱۳۷۰)
- بزرگراه سرنوشت؛ (نوشته‌شده در شهریور ۱۳۷۱)
- مأموریت ژنرال هویزر؛ (نوشته‌شده در آذر ۱۳۷۱)
- غم بینوایان؛ (نوشته‌شده در آذر ۱۳۷۱)
- نامه به کلینتون؛ (نوشته‌شده در بهمن ۱۳۷۱)
- مکتب نادرسازی. (نوشته‌شده در اسفند ۱۳۷۱